# اتفاقية تقسيم المنطقة المحايدة 1965
اتفاقية تقسيم المنطقة المحايدة 1965 هي اتفاقية حدودية بين المملكة العربية السعودية ودولة الكويت.

## نبذة عامة
تم الاتفاق على تقسيم المنطقة المحايدة بين السعودية والكويت من حيث الإدارة والتشريع والدفاع، أما من حيث الثروات فهي مشتركة بين الدولتين. يبدأ خط التقسيم من شمال مدينة الخفجي ويستمر بشكل مستقيم باتجاه الغرب.

## الاتفاقية
في 6 يوليو 1965 وبعد مضي ثلاثة وأربعين عامًا من اتفاقية العقير، تم الاتفاق بين السعودية والكويت على تقسيم المنطقة المحايدة بتوقيع كل من الشيخ جابر الأحمد الصباح وزير المالية والصناعة والتجارة آنذاك، وأحمد زكي يماني وزير البترول والثروة المعدنية. وكانت أهم نقاط الاتفاقية:
- تقسيم المنطقة المحايدة إلى فسمين: شمالي يضم إلى الكويت، وجنوبي يضم إلى السعودية.
- يكون لكل دولة سلطة الإدارة والقضاء والدفاع في المنطقة التي تضمها.
- تشمل المنطقة المقسمة على الأرض والشواطيء والمياه المحاذية لها، من دون المناطق البحرية البعيدة عنها.
- يكون للدولتين حقوق متساوية من الثروات الطبيعية في المنطقة المقسومة، بما في ذلك المنطقة البحرية، إلى مسافة ستة أميال بحرية من الشاطيء.
- تضمن اتفاقية الامتياز التي عقدها الطرفين، ويتم احترام الحقوق المنصوص عليها.
- منع الازدواج الضريبي وتسهيل نقل الأفراد العاملين في تطوير الثروات الطبيعية من القسمين.

## سريان الاتفاقية
بعد مضي خمسة سنوات من توقيع الاتفاقية، دخل الاتفاق حيز التنفيذ في 21 مايو 1970، ونتيجة لذلك أصبحت الوفرة تابعة لدولة الكويت.